# Åre (stacja kolejowa)
Åre (szwedzki: Åre station) – stacja kolejowa w Åre, w regionie Jämtland, w Szwecji. Została otwarta 25 października 2006 ksztem 143 mln SEK. Stacja została zbudowana częściowo na Mistrzostwa Świata w Narciarstwie Alpejskim 2007, jak również dla rozwoju ośrodka narciarskiego.
Budynek stacji posiada łącznie 4 kondygnacje o powierzchni 10 500 m, w którym mieszczą się sklepy, centrum podróży, poczekalnia, garaże i pomieszczenia administracyjne. Istnieje przejście nad torami, łączące budynek z hotelem Holiday Club, położonym na południe od torów.

## Linie kolejowe
- Mittbanan